# گل عسلی
گل عسلی (نام علمی: Arnebia) نام یک سرده از تیره گاوزبانیان است.